# Toma Crijević
Toma Crijević O.P. (tal. Tommaso Cervino, Cervinus, de Zrieva, Ćerva, Červa; Dubrovnik, oko 1474. – Dubrovnik, 10. studenog 1562.) bio je prelat Katoličke Crkve koji je služio kao biskup trebinjsko-mrkanskog od 1532. do 1562. godine. Istovremeno je bio biskup stonski od 1541. do 1551.

## Životopis
Rođen je oko 1474. godine u dubrovačkoj plemićkoj obitelji – Crijevići. Otac mu se zvao Ivan. Oko 1500. ušao je u dominikanski red. Tamo je učio dijalektiku i slobodna umijeća. Godine 1497. zaređen je za svećenika te je 5. lipnja poslan na daljnje studije. Filozofske i teološke studije pohađao je u Ferrari od 1497. do 1501. Zatim, 15. srpnja 1501., odlazi na studij u Padovu gdje se zadržava godinu dana. Zatim, 28. lipnja 1502., odlazi u Veneciju gdje ostaje do 1505. godine. Opća skupština Reda premješta ga 11. svibnja 1505. za bakalaureusa u Ferraru, gdje se zadržava do 1506. godine. Tamo je prema nekim izvorima postao doktor teologije i obaju prava.
U Dubrovniku je u dva navrata obnašao službu generalnog vikara Dubrovačke dominikanske kongregacije (1511. – 1513. i 1528. – 1530.). Godine 1512. bio je zamjenik generalnog vikar Dubrovačke kongregacije, a 1515. prior u gruškom samostanu.
U razdoblju od 1530. do 1532., za vrijeme pokušaja prodora protestantizma na dubrovačko područje, imenovan je prvim crkvenim inkvizitorom.
Dubrovačka vlada mu je više puta povjeravala diplomatske službe. Dana 18. studenog 1521. odlazi u tajnu misiju u Ugarsku te 1522. u Napulj kako bi vladama kršćanskog Zapada prenio vijesti o Osmanskom Carstvu. U veljači 1528. odlazi u Senj kapetanu Petru Kružiću te 1530. i 1532. Karlu V. zbog obrane raznih dubrovačkih interesa i obnove trgovačkih povlastica.
Dana 4. listopada 1529. dobio je dopuštenje poglavara svoga reda da može poći na hodočašće u Svetu Zemlju, ali se ne zna je li na kraju poduzeo to putovanje.
U listopadu 1532. umro je trebinjsko-mrkanski biskup Frane Pucić te je bilo potrebno izabrati njegova nasljednika. Dubrovački ga Senat predlaže, 29. listopada 1532., a papa Klement VII., 16. studenog 1532., potvrđuje za trebinjsko-mrkanskog biskupa.  Poglavara dominikanskog reda, Serafin Bandelli, mu je 8. siječnja 1533. odobrio izbor te izdao povlasticu kako može uživati sve povlastice i duhovna dobra svoga reda te da može uzeti dva ili tri dominikanska brata suradnika za sve svoje potrebe.
Godine 1541. odlazi u Rim papi Pavlu III. gdje je isposlovao odvajanje Stonske od Korčulanske biskupije.
Od 2. prosinca 1541. biskup je obnovljene Stonske biskupije ne gubeći naslov i obveze u prijašnjoj biskupiji. Na njegov zahtjev dubrovačka vlada je dala u Stonu izgraditi novu katedralu te je povećala prilog za uzdržavanje biskupa. Za uzvrat, 1549., Crijević je od pape Pavla III. isposlovao pravo da dubrovački Senat imenuje stonske biskupe. Dana 27. svibnja 1550. odobrio je družbu pobožnih žena na brdu Svetog Mihajla u Stonu te im je dao pravila svog Reda. Družbi je poklonio crkvicu sv. Mihajla kraj Stona, pripadajućom kućicom te okolnom zemljom.
Od 1545. godine, u Dubrovniku je zamjenjivao nadbiskupa Giovannija Angela Medicija, koji će kasnije postati papa Pio IV. Iscrpljen zbog brojnih dužnosti, 1551., odrekao se službe stonskog biskupa. Ipak, nastavio je upravljati Trebinjsko-mrkanskom biskupijom. Kasnije se povukao u benediktinsku opatiju sv. Jakova u Višnjici kraj
Dubrovnika. Umro je od moždanog udara, 10. studenog 1562., na povratku u Dubrovnik iz samostana. Pokopan je u dubrovačkoj katedrali.
Talijanski filozof i teolog, Toma Kajetan, posvetio mu je djelo „O kupovini stvari otetih u nepravednome ratu” („De emptione rerum raptarum in bello iniusto”) (Lyon, 1541.).

### Knjige
- Krasić, Stjepan. 2023. Dubrovački dominikanci i Trebinjsko-mrkanska biskupija.   Puljić, Ivica; Marić, Marinko (ur.). Trebinjsko-mrkanska biskupija: Zbornik radova povodom obilježavanja 1000. obljetnice prvoga pisanog spomena Trebinjske biskupije i 700. obljetnice prvoga pisanog spomena Mrkanske biskupije. Trebinjsko-mrkanska biskupija. Mostar. str. 437–469
- Krasić, Stjepan. 2002. Gučetić, Ambroz. Hrvatski biografski leksikon. Zagreb.  journal zahtijeva |journal= (pomoć)
- Perić, Ratko. 2020. Kronotaksa trebinjsko-mrkanskih biskupa s nekim prijepornim pitanjima.   Krešić, Milenko (ur.). Trebinjsko-mrkanska biskupija za vrijeme posljednjeg biskupa ordinarija Nikole Ferića (1792.-1819.) i nakon njega. Teološko-katehetski institut u Mostaru. Mostar. str. 9–33

### Članci
- Armanda, Ivan. 2020. Povijest samostana dominikanskih picokara sv. Martina u Splitu. Zagreb. Inačica izvorne stranice arhivirana 21. rujna 2022. Pristupljeno 21. rujna 2022.
- Krasić, Stjepan. 1989. Crijević, Toma. Hrvatski biografski leksikon. Zagreb.  journal zahtijeva |journal= (pomoć)

### Mrežna sjedišta
- Bishop Tommaso Cervino, O.P. †. catholic-hierarchy.org (engleski). Pristupljeno 21. rujna 2022.
- Crijević, Toma. www.enciklopedija.hr. Pristupljeno 21. rujna 2022.

| Titule u Katoličkoj Crkvi  | Titule u Katoličkoj Crkvi              | Titule u Katoličkoj Crkvi  |
| -------------------------- | -------------------------------------- | -------------------------- |
| prethodnik Frane Pucić     | Biskup trebinjsko-mrkanski 1532.–1562. | nasljednik Jakov Lukarević |
| prethodnik Nicolò Niconisi | Biskup stonski 1541.–1551.             | nasljednik Petar Gučetić   |